# Northúmbria
|  | Aquest article tracta sobre el regne de l'edat mitjana. Si cerqueu el comtat del nord-est d'Anglaterra, vegeu «Northumberland». |

Northúmbria (en antic anglès Norþanhymbra) va ser un dels regnes menors constituïts pels angles, tal com va mencionar al segle xii Henry de Huntingdon. El seu nom reflecteix la seva situació al nord del riu Humber, al nord-est de l'actual Anglaterra. Formava part de l'heptarquia (set regnes) dels anglosaxons i juts, pobles que envaïren Gran Bretanya al segle v, uns setanta anys després d'haver estat abandonada per les legions de Roma. Es va crear a partir de la unió d'altres dos regnes menors, Bernícia i Deira. Va tenir el seu zenit al segle vii, i el seu territori arribà a estendre's fins a les Highlands d'Escòcia al nord i fins a Gal·les, a l'oest, des del riu Humber al fiord de Forth. Durant un temps va pertànyer al Danelaw i estigué governada per reis danesos fins que el rei Egbert de Wessex inicià la campanya el 829 per fer fora els vikings i els northumbris van acceptar Etelstan d'Anglaterra com a rei seu.
Actualment, Northúmbria és el nom de la regió nord-est d'Anglaterra i existeix la Universitat de Northúmbria amb seu a Newcastle. El nom també ha estat adoptat per la Junta de Turisme d'Anglaterra per a referir-se al nord-est d'Anglaterra.

## Formació de l'estat de Northúmbria
El primer intent de crear aquest regne es va produir quan Etelfred de Bernícia annexà per la força el regne veí de Deira l'any 604. Edwin, príncep de Deira, va cercar refugi primer a Mèrcia i després a l'Ànglia de l'Est. Amb el suport de Raedwald tornà i es va enfrontar a Etelfred, al qual va derrotar en la batalla del riu Idle el 616. En aquesta batalla Etelfred va morir a mans de Raedwald i Edwin el va succeir en el tron i adoptà per primera vegada el títol de rei de Northúmbria. El reialme encara no existia com a entitat consolidada i, a la mort d'Edwin, es tornà a dividir en els seus components, amb reis diferents per a Deira i Bernícia.
La veritable creació de Northúmbria es va produir amb Oswiu, rei de Bernícia, que no va perdonar que el seu nebot, Etelwald de Deira, donés suport a Penda de Mèrcia quan aquest envaí el seu regne amb intenció de conquerir-lo el 655. Després de derrotar Penda en una batalla a Winwaend, Oswiu va fer fora Etelwald, sense importar-li que en el darrer moment no hagués participat en la batalla. En endavant Deira i Bernícia serien considerades regions de Northúmbria.
La capitalitat n'estava repartida: Bamburgh per als territoris del nord, York per als territoris del sud i, al segle vii l'Abadia de Whitby, situat a prop de York, va ser punt d'importants reunions. El 664 es convocà a Whitby un sínode, al qual van acudir bisbes de diferents països anglosaxons. L'objectiu era evitar la dualitat de ritus que s'estaven fent servir en el culte cristià: el ritu romà i el celta; finalment va sortir-ne escollit el romà. York va anar guanyant protagonisme quan la seu bisbal es traslladà de Lindisfarne a York després d'aquest sínode.

## Del lideratge al declivi

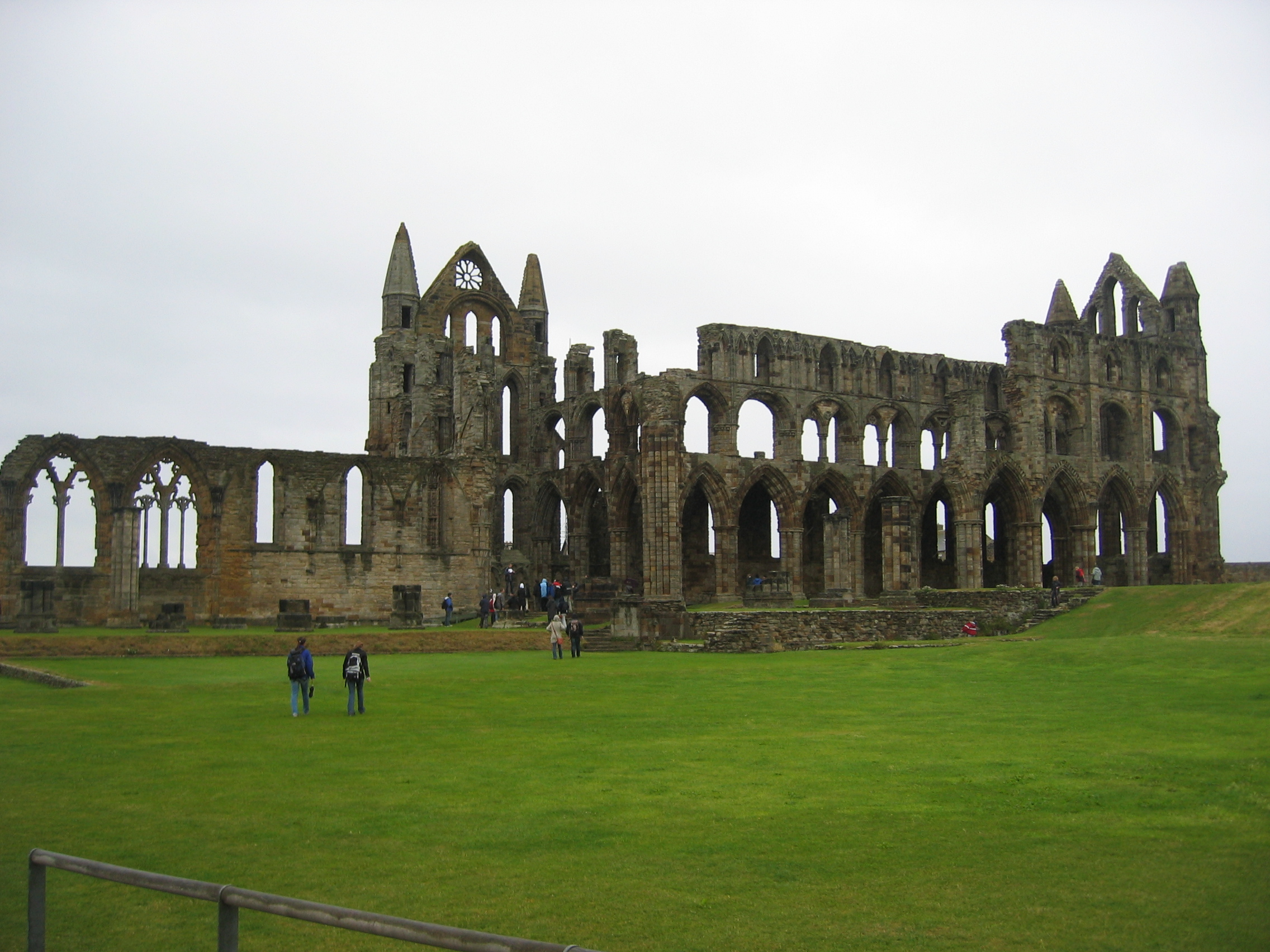
Restes de l'abadia de Whitby

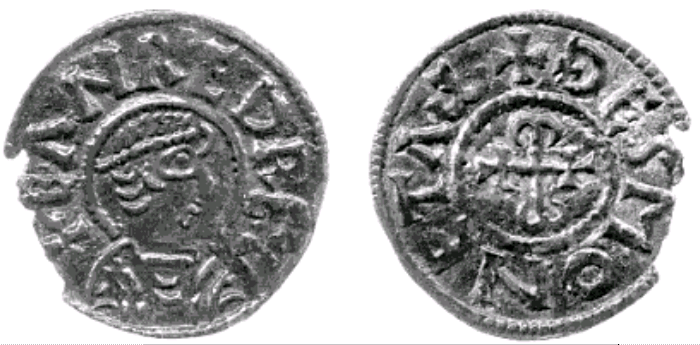
Moneda de Northúmbria devaluada

Northúmbria va ser un país predominant en l'heptarquia anglosaxona amb Osvald i sobretot amb Oswiu, que va ser reconegut com a bretwalda i també per ser els líders en la propagació del cristianisme entre els altres regnes. El declivi començà quan, passada la dècada del 650, Wulfhere de Mèrcia no va acceptar el lideratge de Northúmbria. El 685, l'exèrcit de Northúmbria va patir una desastrosa derrota en la batalla de Dunnichen contra els pictes. El rei Egfrid, fill d'Oswiu, hi va morir, i el poder que tenia en la frontera nord quedà greument malmès. El pacífic regnat d'Aldfrith, germanastre d'Egfrid i successor seu, no va poder recuperar la situació perduda. A la seva mort, el 704, començà un període d'inestabilitat: les lluites per assolir el poder van fer que els reis successius tinguessin governs curts i sovint acabessin destituïts pels representants de la noblesa i el clergat. Es conserven cartes escrites per Alcuí de York a Etelred I, un dels reis desposseïts, criticant-li la mala conducta i mal govern. El 793 el monestir de Lindisfarne va ser atacat pels vikings i també d'això es va culpar al rei.
Tot plegat acabà afectant l'economia; durant el regnat d'Eanred (c. 810 – c. 850) es van començar a encunyar monedes més petites, les anomenades styca, que tenien un menor contingut de plata i en la següent generació es va substituir la plata per un aliatge de zinc.

## De l'etapa danesa a comtat d'Anglaterra
El 867, el gran exèrcit pagà derrotà Osberht de Northúmbria i Deira va passar a ser una província del Danelaw, anomenada Jòrvik. Bernícia va mantenir-se independent fins que el 927 tota Northúmbria es va sotmetre al rei saxó Etelstan, sota el nom d'Anglaterra. A la mort d'Etelstan el 939, l'àrea de York tornà a ser disputada entre els saxons i els vikings, situació que va perdurar fins a l'expulsió del darrer rei danès en aquestes terres el 954, Eric el Sanguinari.

## Cultura

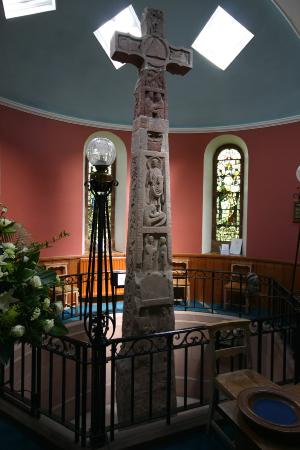
Creu de Ruthwell

Northúmbria, en la seva època d'esplendor, fou un centre cultural i artístic en relació amb la religió. Al començament el regne va ser evangelitzat per monjos irlandesos que tenien la base a Iona, a l'actual Escòcia. Aquests van fundar un monestir a Lindisfarne, a la costa est, on sant Aidan va ser un exemple d'espiritualitat. En aquest monestir es van formar figures influents com Wilfrid i Cuthbert. Benedict Biscop, d'origen noble, visità Roma i amb els seus donatius va posar aquest monestir per davant del de Canterbury, a Kent. Altres figures importants foren Ceolfrith i Beda, aquest segon un destacat cronista i conseller de reis. A Northúmbria es creà un estil artístic propi, barreja de l'art celta brità, amb influència picta i romana d'Orient, pel que fa a la decoració de llibres; un exemple en són els Evangelis de Lindisfarne, els Evangelis de sant Cuthbert. Quant a l'escultura se'n conserven la creu de Ruthwell i la creu de Bewcastle. A Bedale es va trobar un tresor amb joies de plata i or del segle ix.